# Pararge kenteiana
Pararge kenteiana är en fjärilsart som beskrevs av Felix Bryk 1953. Pararge kenteiana ingår i släktet Pararge och familjen praktfjärilar. Inga underarter finns listade i Catalogue of Life.